# Gischigabusen
Als Gischigabusen (russisch Гижи́гинская губа́/Gischiginskaja guba; auch Gischigabucht) wird der nordwestliche Teil der großen Schelichow-Bucht bezeichnet, die den Nordostteil des Ochotskischen Meeres im Fernen Osten Russlands bildet.
Die Bucht erstreckt sich zwischen dem Festland, auf dem sich der Hauptkamm des Kolymagebirges der Küste nähert, im Westen und der Halbinsel Taigonos im Osten. Die Halbinsel trennt den Gischigabusen vom Penschinabusen, der die nordöstliche Verlängerung der Schelichow-Bucht darstellt. Entlang der Linie, die das Kap Taigonos an der Spitze der gleichnamigen Halbinsel mit dem Kap Wiliginski am Westufer verbindet, ist die Bucht etwa 200 km breit, auf der Linie etwa entlang dem Breitenkreis 60° 30′ Nord etwa 250 km. Die Länge des Gischigabusen von dieser Linie bis zur Mündung des namensgebenden Flusses Gischiga beträgt über 150 km. Der innere Teil des Gischigabusens von der Flussmündung ist 30 bis 40 km breit.
Die zumeist steilen und felsigen Ufer der Bucht sind weiter durch Kaps und kleinere Buchten gegliedert, insbesondere an der Ostseite. Die auffälligsten Landspitzen sind Kap Warchalamski, das den inneren Teil des Gischigabusen im Westen von einer Najachanbusen genannten Bucht trennt, sowie Kap Telanski an der Westküste der Halbinsel Taigonos. In die Bucht mündet eine Vielzahl von Flüssen, darunter (von West nach Ost) Kananyga, Kalalaga, Wiliga, Propaschtschaja, Schirokaja, Tawatum, Uikan, Najachan, Bolschaja Garmanda (Große Garmanda), Warchalam, Gischiga, Awekowa, Bolschaja Tschaibucha (Große Tschaibucha) und Impowejewem.
Die maximale Wassertiefe des Gischigabusens beträgt knapp um 100 m. Die Bucht friert im Winter für mehr als sechs Monate zu. Der Tidenhub im Gischigabusen ist beträchtlich: im Durchschnitt werden 5 bis 6 m, maximal 9,6 m erreicht. Dies führte zu Überlegungen, im Bereich des Gischigabusens ein Gezeitenkraftwerk zu errichten. Neben technischen Problemen und Kosten verhindert vor allem auch das Fehlen von Infrastruktur und potenziellen Energieabnehmern in diesem Gebiet die Umsetzung eines solchen Projektes.
Administrativ gehört das dünn besiedelte Küstengebiet um den Gischigabusen zur Oblast Magadan, der größte Teil zum Rajon Sewero-Ewenski, nur der äußerste Westteil zum Rajon Omsuktschanski. Direkt an oder in der Nähe der mehrere Hundert Kilometer langen Küstenlinie des Gischigabusens gibt es heute nur fünf Ortschaften: das Rajonverwaltungszentrum Ewensk bei der Mündung der Bolschaja Garmanda in den Najachanbusen, Gischiga bei der Mündung des gleichnamigen Flusses (im 18. bis frühen 20. Jahrhundert Ostrog beziehungsweise „Festung“ und Stadt Gischiginsk, etwa 15 Kilometer weiter landeinwärts), nicht weit davon entfernt Tschaibucha und Malaja Tschaibucha an Unterlauf und Mündung der Bolschaja Tschaibucha, sowie Topolowka an der Westküste der Halbinsel Taigonos.